# Model de color CMYK

Cian, magenta, groc i negre

CMYK (CMGN en català) acrònim anglès de Cyan Magenta Yellow Key (o blacK) (cian, magenta, groc i clau (o negre)). CMYK és un model de sostracció de color utilitzat per a la formació de colors secundaris. Aquest model està basat en la mescla de pigments dels colors següents per fer-ne de nous: cian, magenta, groc i negre.
La mescla ideal de color CMY és la barreja dels tres colors primaris en parts iguals i en la seva màxima intensitat en resulta el negre. CMYK treballa amb l'absorció lleugera. Els colors que veiem són formats per la part de llum que no s'absorbeix. En CMYK, el magenta més el groc produeix el vermell, el magenta més cian fan el blau i el cian més el groc generen el verd. Per referir-se al negre, s'utilitza K en lloc de B perquè no hi hagi confusions amb el Blue (blau).

## Per què utilitzem el negre

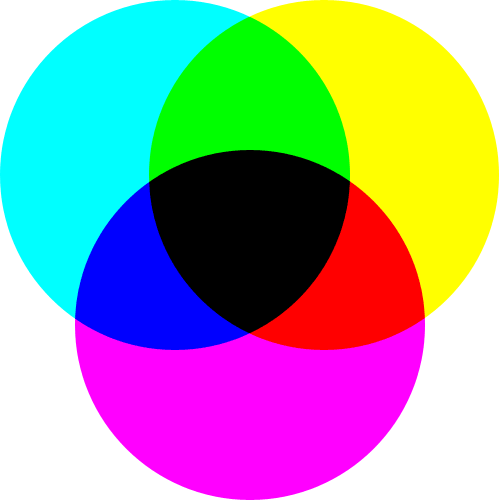
Model substractiu de cian, magenta i groc

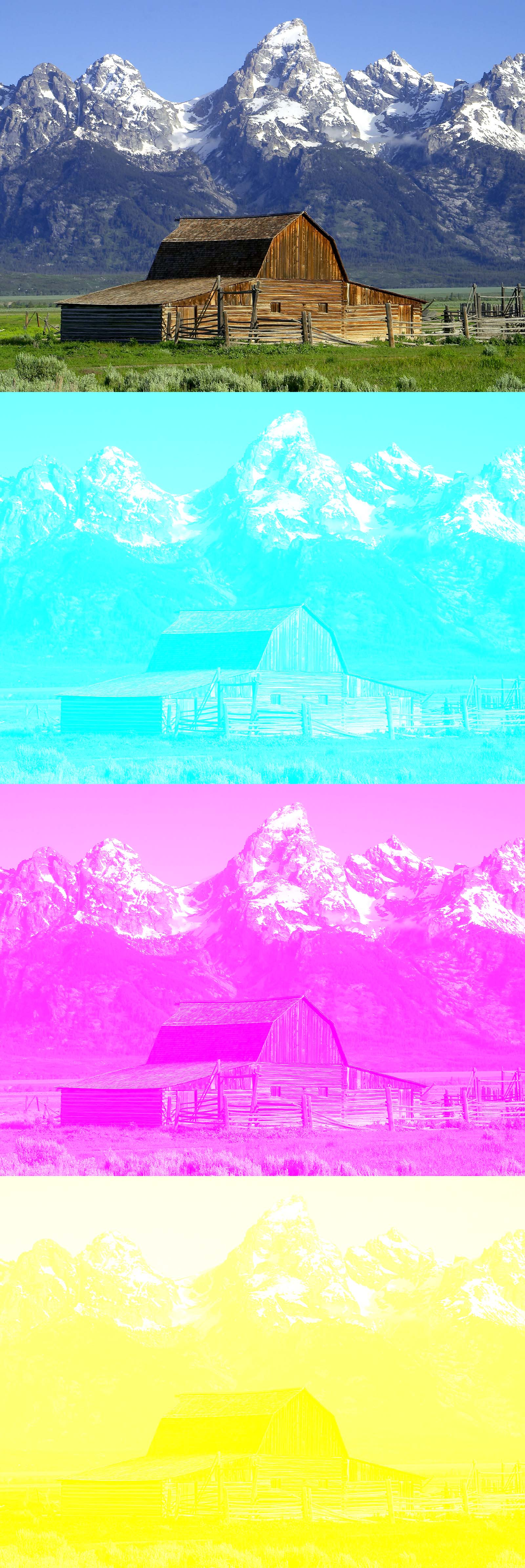
Una imatge amb els seus components cian, magenta i groc

Per diverses raons, el negre que es crea barrejant els tres primaris no és pur i és necessari afegir la tinta negra. Altres raons són:
- Utilitzar el 100% de les tintes cian, magenta i groc per a crear el negre dona lloc a una capa de tinta que tarda massa a assecar-se, i certs papers fins poden trencar-se.

- Els textos solen imprimir-se en negre i inclouen detalls molt fins que serien molt complicats d'aconseguir mitjançant la superposició de les tres tintes.

El pigment negre és el més econòmic de tots; per tant, crear negre amb tres tintes seria molt més car.
Aquest sistema és l'utilitzat per impremtes, impressores i fotocopiadores per a reproduir tota la gamma de colors de l'espectre visible, i és conegut com a quadricromia.

## Comparació amb el RGB
L'ús del quart color permet que el resultat tingui més contrast. Tanmateix, el color que es veu a la pantalla de l'ordinador sovint és diferent del color del mateix objecte en la impressió des de CMYK, i el RGB té diverses gammes. Per exemple, el blau (rgb 0, 0, 100% purs) és impossible de produir amb CMYK. L'equivalent més proper amb el CMYK és una color blau-violeta.
Les pantalles dels ordinadors (i d'altres) utilitzen un espai de color del RGB i representen colors com a mescles additives de llum vermella, verda i blava (de la suma de les quals surt la llum blanca). En materials impresos, aquesta combinació lleugera no pot ser reproduïda directament, de manera que les imatges originades a l'ordinador s'han de convertir al CMYK equivalent amb els colors de tinta.

## Conversions

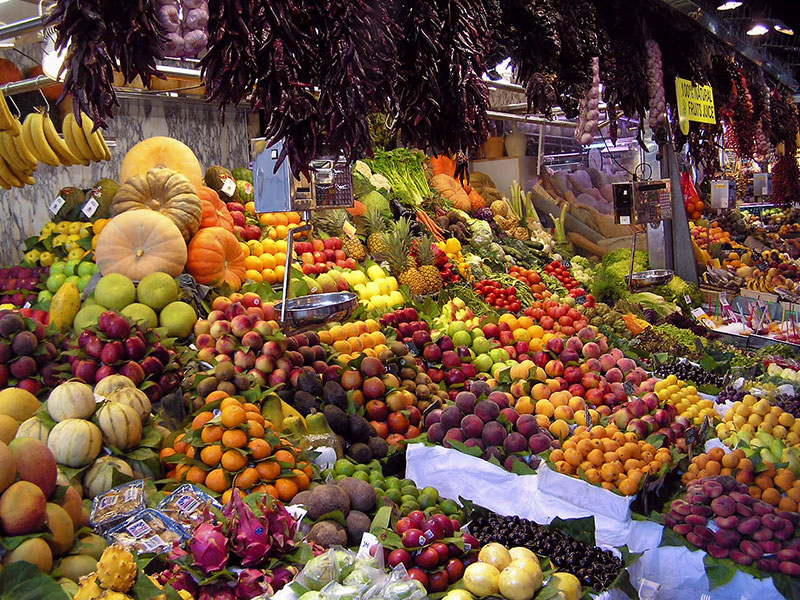
Foto de referència impresa mitjançant un procés de quadricromia

Observar que les conversions aquí estan descrites al millor possible com a "nominals". Poden produir una conversió reversible entre el RGB i un subconjunt de CMYK; és a dir, un pot agafar un color del RGB i convertir a certs colors del CMYK, i d'aquells colors del CMYK s'obtenen els corresponents, els equivalents originals del RGB. Encara que la conversió dels colors de CMYK a colors de RGB, en general, no és reversible. A més, els colors de CMYK poden imprimir-se diferentment que els colors de RGB en un monitor. No hi ha una bona regla de conversió entre el RGB i el CMYK, perquè ni el RGB ni el CMYK són un espai de color absolut.
Aquestes conversions mai no haurien de ser utilitzades en impressions comercials o en cap altra aplicació en la qual sigui important el color.

### Conversió entre RGB i CMYK

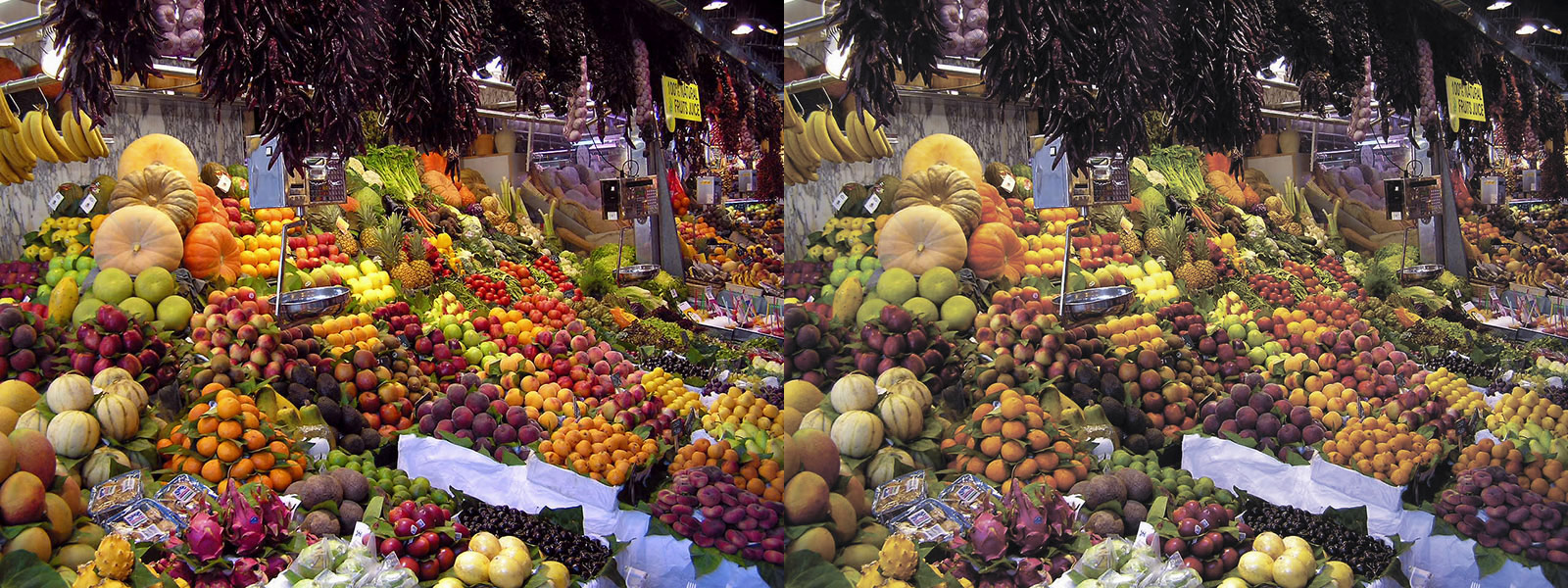
Imatge comparativa en la qual s'observen les diferències en el color entre el model RGB (esquerra) i el model CMYK (dreta)

Per a la conversió entre RGB i CMYK, utilitzarem un valor intermedi CMY. El valor del color es representa igual que un vector, amb cada component del color que varia de 0.0 (cap color) a 1.0 (color completament saturat):
| {\displaystyle t_{CMYK}} | {\displaystyle =\{C,M,Y,K\}} CMYK és el quadrúple {\displaystyle \left[0,1\right]^{4}}, |
| {\displaystyle t_{CMY}}  | {\displaystyle =\{C,M,Y\}} CMY és el triple de {\displaystyle \left[0,1\right]^{3}},    |
| {\displaystyle t_{RGB}}  | {\displaystyle =\{R,G,B\}} RGB és el triple de {\displaystyle \left[0,1\right]^{3}}.    |

### Conversió de CMYK a RGB
Passos a seguir en la conversió: primer es converteix CMYK a CMY; aleshores, es converteix el CMY pel valor de RGB
Conversió:
| {\displaystyle t_{CMYK}} | {\displaystyle =\{C,M,Y,K\}\,}                              |
| {\displaystyle t_{CMY}}  | {\displaystyle =\{C',M',Y'\}}                               |
|                          | {\displaystyle =\{C(1-K)+K,M(1-K)+K,Y(1-K)+K\}\,}           |
| {\displaystyle t_{RGB}}  | {\displaystyle =\{R,G,B\}}                                  |
|                          | {\displaystyle =\{1-C',1-M',1-Y'\}\,}                       |
| {\displaystyle t_{RGB}}  | {\displaystyle =\{1-(C(1-K)+K),1-(M(1-K)+K),1-(Y(1-K)+K)\}} |
|                          | {\displaystyle =\{(1-C)(1-K),(1-M)(1-K),(1-Y)(1-K)\}\,}     |

### Mapatge de RGB i CMYK

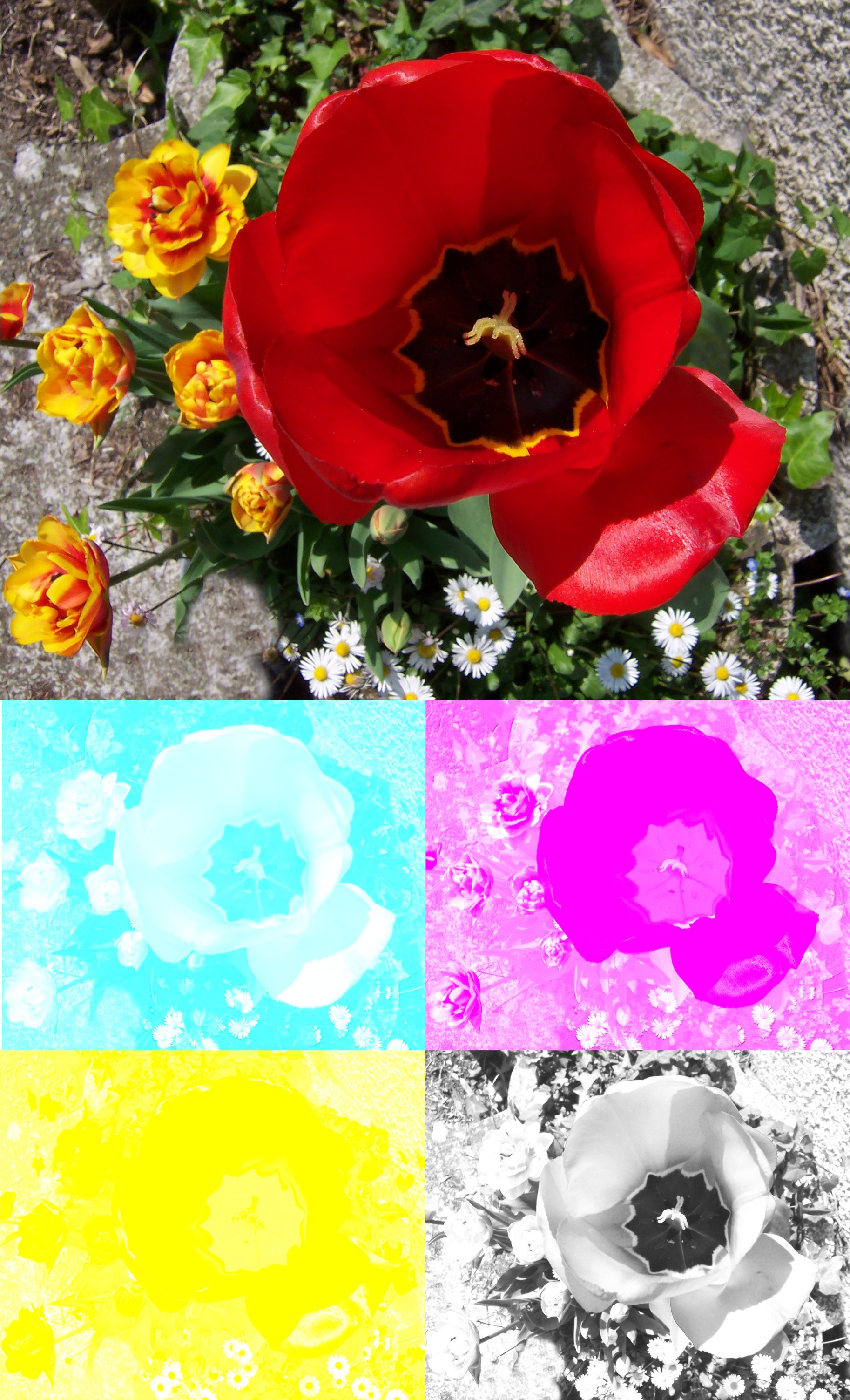
Com es pot apreciar, la imatge superior s'ha obtingut superposant les quatre capes de la part inferior. Observeu que cada una de les imatges inferiors correspon a un color bàsic del model CMYK

Es pot mapar un color RGB donat en un dels molts colors CMYK semiequivalents possibles. La millor opció és aquella que fa ús de K el màxim possible, i proporcions restants de CMY el menys possible. Per exemple, #808080 (gris, la meitat exacta entre blanc i negre) serà mapat a (0,0,0,0.5) i no a (0.5,0.5,0.5,0).
Conversió RGB → CMY, amb els mateixos vectors de color que abans:
Conversió:
{\displaystyle t_{RGB}=\{R,G,B\}\,}
es converteix a CMY
{\displaystyle t_{CMY}=\{C',M',Y'\}=\{1-R,1-G,1-B\}\,}
i aleshores a CMYK:
SI {\displaystyle \min\{C',M',Y'\}=1\,}
aleshores
{\displaystyle t_{CMYK}=\{0,0,0,1\}\,}
un altre
{\displaystyle K=\min\{C',M',Y'\}\,}
{\displaystyle t_{CMYK}=\left\{{\frac {C'-K}{1-K}},{\frac {M'-K}{1-K}},{\frac {Y'-K}{1-K}},K\right\}\,}

## Utilització en les arts gràfiques
El seu ús generalitzat es dona en el context de les arts gràfiques. Les impremtes òfset imprimeixen, generalment, en aquests quatre colors més tintes planes especials, si es dones el cas (els comunament denominats colors Pantone). És per això que abans d'enviar qualsevol treball a la impremta hem de convertir els colors del document a CMYK perquè els colors d'impressió siguin el més correctes possible.